# Liste de sondages sur l'élection présidentielle américaine de 2024 par État
Pour un article plus général, voir Élection présidentielle américaine de 2024.
 (août 2024).
Cette page dresse la liste des sondages d'opinions  relatifs à l'élection présidentielle américaine de 2024. Il reprend une série d'enquêtes menées dans des États pris individuellement. Certains États n'ont pas été interrogés mais davantage d'enquêtes ont été conduites dans les swing states, les États indécis susceptibles de basculer d'un camp à l'autre.

## Arizona

### Biden vs. Trump
| Institut       |                   |                     | Autre/Indécis | Marge        |
| Institut       | Biden (Démocrate) | Trump (Républicain) | Autre/Indécis | Marge        |
| -------------- | ----------------- | ------------------- | ------------- | ------------ |
| Institut       |                   |                     | Autre/Indécis | Marge        |
| Race To The WH | 44,9 %            | 44,3 %              | 10,8 %        | Biden +0,6 % |

### Biden vs. DeSantis
| Institut       |                   |                        | Autre/Indécis | Marge           |
| Institut       | Biden (Démocrate) | DeSantis (Républicain) | Autre/Indécis | Marge           |
| -------------- | ----------------- | ---------------------- | ------------- | --------------- |
| Institut       |                   |                        | Autre/Indécis | Marge           |
| Race To The WH | 40,5 %            | 44,2 %                 | 15,3 %        | DeSantis +3,7 % |

## Californie

### Biden vs. Trump
| Institut       |                   |                     | Autre/Indécis | Marge         |
| Institut       | Biden (Démocrate) | Trump (Républicain) | Autre/Indécis | Marge         |
| -------------- | ----------------- | ------------------- | ------------- | ------------- |
| Institut       |                   |                     | Autre/Indécis | Marge         |
| Race To The WH | 52,7 %            | 30,8 %              | 16,6 %        | Biden +21,9 % |

### Biden vs. DeSantis
| Institut       |                   |                        | Autre/Indécis | Marge         |
| Institut       | Biden (Démocrate) | DeSantis (Républicain) | Autre/Indécis | Marge         |
| -------------- | ----------------- | ---------------------- | ------------- | ------------- |
| Institut       |                   |                        | Autre/Indécis | Marge         |
| Race To The WH | 54,6 %            | 27,8 %                 | 17,6 %        | Biden +26,8 % |

## Caroline du Nord

### Biden vs. Trump
| Institut       |                   |                     | Autre/Indécis | Marge        |
| Institut       | Biden (Démocrate) | Trump (Républicain) | Autre/Indécis | Marge        |
| -------------- | ----------------- | ------------------- | ------------- | ------------ |
| Institut       |                   |                     | Autre/Indécis | Marge        |
| Race To The WH | 43,6 %            | 47,9 %              | 8,5 %         | Trump +4,3 % |

### Biden vs. DeSantis
| Institut       |                   |                        | Autre/Indécis | Marge           |
| Institut       | Biden (Démocrate) | DeSantis (Républicain) | Autre/Indécis | Marge           |
| -------------- | ----------------- | ---------------------- | ------------- | --------------- |
| Institut       |                   |                        | Autre/Indécis | Marge           |
| Race To The WH | 40,5 %            | 45,4 %                 | 14 %          | DeSantis +4,9 % |

## Colorado

### Biden vs. Trump
| Institut | Date       |                   |                     | Autre/Indécis |
| Institut | Date       | Biden (Démocrate) | Trump (Républicain) | Autre/Indécis |
| -------- | ---------- | ----------------- | ------------------- | ------------- |
| Institut | Date       |                   |                     | Autre/Indécis |
| Emerson  | 29/10/2022 | 47 %              | 39 %                | 14 %          |
| Emerson  | 19/09/2022 | 46 %              | 36 %                | 18 %          |

## Floride

### Biden vs. Trump
| Institut | Date       |                   |                     | Autre/Indécis |
| Institut | Date       | Biden (Démocrate) | Trump (Républicain) | Autre/Indécis |
| -------- | ---------- | ----------------- | ------------------- | ------------- |
| Institut | Date       |                   |                     | Autre/Indécis |
| Emerson  | 15/03/2023 | 44 %              | 44 %                | 12 %          |
| UNF      | 07/03/2023 | 43 %              | 50 %                | 7 %           |
| FAC      | 16/10/2022 | 41 %              | 45 %                | 14 %          |
| Suffolk  | 18/09/2022 | 44 %              | 47 %                | 9 %           |
| Suffolk  | 29/01/2022 | 44 %              | 47 %                | 9 %           |

### Biden vs. DeSantis
| Institut | Date       |                   |                        | Autre/Indécis |
| Institut | Date       | Biden (Démocrate) | DeSantis (Républicain) | Autre/Indécis |
| -------- | ---------- | ----------------- | ---------------------- | ------------- |
| Institut | Date       |                   |                        | Autre/Indécis |
| Emerson  | 15/03/2023 | 43 %              | 46 %                   | 11 %          |
| UNF      | 07/03/2023 | 42 %              | 51 %                   | 7 %           |
| Suffolk  | 18/09/2022 | 44 %              | 52 %                   | 4 %           |
| Suffolk  | 29/01/2022 | 44 %              | 52 %                   | 4 %           |

## Géorgie

### Biden vs. Trump
| Institut          | Date       |                   |                     | Autre/Indécis |
| Institut          | Date       | Biden (Démocrate) | Trump (Républicain) | Autre/Indécis |
| ----------------- | ---------- | ----------------- | ------------------- | ------------- |
| Institut          | Date       |                   |                     | Autre/Indécis |
| Emerson           | 30/11/2022 | 44 %              | 43 %                | 13 %          |
| UMass Lowell      | 28/11/2022 | 47 %              | 43 %                | 10 %          |
| Emerson           | 31/10/2022 | 44 %              | 47 %                | 9 %           |
| Rasmussen Reports | 24/10/2022 | 39 %              | 47 %                | 14 %          |
| Emerson           | 07/10/2022 | 43 %              | 45 %                | 12 %          |
| Emerson           | 29/08/2022 | 46 %              | 51 %                | 3 %           |
| ECU               | 09/06/2022 | 40 %              | 47 %                | 13 %          |

### Biden vs. DeSantis
| Institut     | Date       |                   |                        | Autre/Indécis |
| Institut     | Date       | Biden (Démocrate) | DeSantis (Républicain) | Autre/Indécis |
| ------------ | ---------- | ----------------- | ---------------------- | ------------- |
| Institut     | Date       |                   |                        | Autre/Indécis |
| Emerson      | 30/11/2022 | 43 %              | 47 %                   | 10 %          |
| UMass Lowell | 28/11/2022 | 46 %              | 47 %                   | 7 %           |

## Illinois

### Biden vs. Trump
| Institut | Date       |                   |                     | Autre/Indécis |
| Institut | Date       | Biden (Démocrate) | Trump (Républicain) | Autre/Indécis |
| -------- | ---------- | ----------------- | ------------------- | ------------- |
| Institut | Date       |                   |                     | Autre/Indécis |
| Emerson  | 24/10/2022 | 49 %              | 37 %                | 14 %          |
| PPP      | 11/10/2022 | 51 %              | 42 %                | 7 %           |
| Emerson  | 23/09/2022 | 51 %              | 38 %                | 11 %          |

## Iowa

### Biden vs. Trump
| Institut            | Date       |                   |                     | Autre/Indécis |
| Institut            | Date       | Biden (Démocrate) | Trump (Républicain) | Autre/Indécis |
| ------------------- | ---------- | ----------------- | ------------------- | ------------- |
| Institut            | Date       |                   |                     | Autre/Indécis |
| Emerson             | 22/05/2023 | 38 %              | 49 %                | 13 %          |
| Emerson             | 03/10/2022 | 39 %              | 47 %                | 14 %          |
| Des Moines Register | 10/11/2021 | 40 %              | 51 %                | 9 %           |

### Biden vs. DeSantis
| Institut | Date       |                   |                        | Autre/Indécis |
| Institut | Date       | Biden (Démocrate) | DeSantis (Républicain) | Autre/Indécis |
| -------- | ---------- | ----------------- | ---------------------- | ------------- |
| Institut | Date       |                   |                        | Autre/Indécis |
| Emerson  | 22/05/2023 | 37 %              | 45 %                   | 18 %          |

## Kansas

### Biden vs. Trump
| Institut | Date       |                   |                     | Autre/Indécis |
| Institut | Date       | Biden (Démocrate) | Trump (Républicain) | Autre/Indécis |
| -------- | ---------- | ----------------- | ------------------- | ------------- |
| Institut | Date       |                   |                     | Autre/Indécis |
| Emerson  | 29/10/2022 | 37 %              | 50 %                | 13 %          |
| Emerson  | 18/09/2021 | 36 %              | 52 %                | 12 %          |

## Maine

### Biden vs. Trump
| Institut | Date       |                   |                     | Autre/Indécis |
| Institut | Date       | Biden (Démocrate) | Trump (Républicain) | Autre/Indécis |
| -------- | ---------- | ----------------- | ------------------- | ------------- |
| Institut | Date       |                   |                     | Autre/Indécis |
| Emerson  | 20/09/2022 | 51 %              | 40 %                | 9 %           |

## Michigan

### Biden vs. Trump
| Institut | Date       |                   |                     | Autre/Indécis |
| Institut | Date       | Biden (Démocrate) | Trump (Républicain) | Autre/Indécis |
| -------- | ---------- | ----------------- | ------------------- | ------------- |
| Institut | Date       |                   |                     | Autre/Indécis |
| EPIC-MRA | 06/12/2022 | 47 %              | 43 %                | 10 %          |
| Emerson  | 31/10/2022 | 44 %              | 47 %                | 9 %           |
| Emerson  | 14/10/2022 | 44 %              | 44 %                | 12 %          |

## Missouri

### Biden vs. Trump
| Institut  | Date       |                   |                     | Autre/Indécis |
| Institut  | Date       | Biden (Démocrate) | Trump (Républicain) | Autre/Indécis |
| --------- | ---------- | ----------------- | ------------------- | ------------- |
| Institut  | Date       |                   |                     | Autre/Indécis |
| Emerson   | 28/10/2022 | 37 %              | 53 %                | 10 %          |
| Emerson   | 27/09/2022 | 37 %              | 51 %                | 12 %          |
| SurveyUSA | 15/05/2022 | 35 %              | 50 %                | 15 %          |
| RRG       | 20/09/2021 | 36 %              | 55 %                | 9 %           |

## Nevada

### Biden vs. Trump
| Institut           | Date       |                   |                     | Autre/Indécis |
| Institut           | Date       | Biden (Démocrate) | Trump (Républicain) | Autre/Indécis |
| ------------------ | ---------- | ----------------- | ------------------- | ------------- |
| Institut           | Date       |                   |                     | Autre/Indécis |
| Nevada Independent | 26/04/2023 | 48 %              | 40 %                | 12 %          |
| Nevada Independent | 06/02/2023 | 40 %              | 42 %                | 18 %          |
| Emerson            | 29/10/2022 | 42 %              | 47 %                | 11 %          |
| Emerson            | 10/09/2022 | 40 %              | 43 %                | 17 %          |
| Emerson            | 10/07/2022 | 40 %              | 43 %                | 17 %          |

### Biden vs. DeSantis
| Institut           | Date       |                   |                        | Autre/Indécis |
| Institut           | Date       | Biden (Démocrate) | DeSantis (Républicain) | Autre/Indécis |
| ------------------ | ---------- | ----------------- | ---------------------- | ------------- |
| Institut           | Date       |                   |                        | Autre/Indécis |
| Nevada Independent | 26/04/2023 | 43 %              | 42 %                   | 15 %          |
| Nevada Independent | 06/02/2023 | 36 %              | 42 %                   | 22 %          |
| Emerson            | 10/07/2022 | 38 %              | 43 %                   | 19 %          |

## New Hampshire

### Biden vs. Trump
| Institut     | Date       |                   |                     | Autre/Indécis |
| Institut     | Date       | Biden (Démocrate) | Trump (Républicain) | Autre/Indécis |
| ------------ | ---------- | ----------------- | ------------------- | ------------- |
| Institut     | Date       |                   |                     | Autre/Indécis |
| Emerson      | 05/03/2023 | 42 %              | 38 %                | 20 %          |
| Emerson      | 01/11/2022 | 45 %              | 41 %                | 14 %          |
| UMass Lowell | 25/10/2022 | 49 %              | 43 %                | 8 %           |
| Emerson      | 19/10/2022 | 44 %              | 43 %                | 13 %          |
| Emerson      | 15/09/2022 | 46 %              | 43 %                | 11 %          |
| UNH          | 20/06/2022 | 50 %              | 43 %                | 7 %           |
| Trafalgar    | 12/12/2021 | 46 %              | 48 %                | 6 %           |

### Biden vs. DeSantis
| Institut | Date       |                   |                        | Autre/Indécis |
| Institut | Date       | Biden (Démocrate) | DeSantis (Républicain) | Autre/Indécis |
| -------- | ---------- | ----------------- | ---------------------- | ------------- |
| Institut | Date       |                   |                        | Autre/Indécis |
| Emerson  | 05/03/2023 | 42 %              | 37 %                   | 21 %          |
| UNH      | 20/06/2022 | 46 %              | 47 %                   | 7 %           |

### Biden vs. Sununu
| Institut | Date       |                   |                      | Autre/Indécis |
| Institut | Date       | Biden (Démocrate) | Sununu (Républicain) | Autre/Indécis |
| -------- | ---------- | ----------------- | -------------------- | ------------- |
| Institut | Date       |                   |                      | Autre/Indécis |
| Emerson  | 05/03/2023 | 36 %              | 44 %                 | 20 %          |

### Harris vs. Trump
| Institut  | Date       |                    |                     | Autre/Indécis |
| Institut  | Date       | Harris (Démocrate) | Trump (Républicain) | Autre/Indécis |
| --------- | ---------- | ------------------ | ------------------- | ------------- |
| Institut  | Date       |                    |                     | Autre/Indécis |
| Trafalgar | 12/12/2021 | 46 %               | 48 %                | 6 %           |

## New York

### Biden vs. Trump
| Institut  | Date       |                   |                     | Autre/Indécis |
| Institut  | Date       | Biden (Démocrate) | Trump (Républicain) | Autre/Indécis |
| --------- | ---------- | ----------------- | ------------------- | ------------- |
| Institut  | Date       |                   |                     | Autre/Indécis |
| Emerson   | 31/10/2022 | 52 %              | 37 %                | 11 %          |
| Emerson   | 24/10/2022 | 47 %              | 40 %                | 13 %          |
| Emerson   | 06/09/2022 | 53 %              | 38 %                | 9 %           |
| SurveyUSA | 21/08/2022 | 49 %              | 29 %                | 22 %          |

## Nouveau-Mexique

### Biden vs. Trump
| Institut | Date       |                   |                     | Autre/Indécis |
| Institut | Date       | Biden (Démocrate) | Trump (Républicain) | Autre/Indécis |
| -------- | ---------- | ----------------- | ------------------- | ------------- |
| Institut | Date       |                   |                     | Autre/Indécis |
| Emerson  | 28/10/2022 | 48 %              | 38 %                | 14 %          |
| Emerson  | 11/09/2022 | 47 %              | 41 %                | 12 %          |

## Ohio

### Biden vs. Trump
| Institut | Date       |                   |                     | Autre/Indécis |
| Institut | Date       | Biden (Démocrate) | Trump (Républicain) | Autre/Indécis |
| -------- | ---------- | ----------------- | ------------------- | ------------- |
| Institut | Date       |                   |                     | Autre/Indécis |
| Emerson  | 01/11/2022 | 38 %              | 50 %                | 12 %          |
| Emerson  | 07/10/2022 | 40 %              | 48 %                | 12 %          |
| Emerson  | 13/09/2022 | 40 %              | 50 %                | 10 %          |
| Emerson  | 16/08/2022 | 39 %              | 53 %                | 8 %           |

## Oklahoma

### Biden vs. Trump
| Institut | Date       |                   |                     | Autre/Indécis |
| Institut | Date       | Biden (Démocrate) | Trump (Républicain) | Autre/Indécis |
| -------- | ---------- | ----------------- | ------------------- | ------------- |
| Institut | Date       |                   |                     | Autre/Indécis |
| Emerson  | 28/10/2022 | 30 %              | 59 %                | 11 %          |

## Oregon

### Biden vs. Trump
| Institut | Date       |                   |                     | Autre/Indécis |
| Institut | Date       | Biden (Démocrate) | Trump (Républicain) | Autre/Indécis |
| -------- | ---------- | ----------------- | ------------------- | ------------- |
| Institut | Date       |                   |                     | Autre/Indécis |
| Emerson  | 01/11/2022 | 51 %              | 35 %                | 14 %          |
| Emerson  | 01/10/2022 | 50 %              | 41 %                | 9 %           |

## Pennsylvanie

### Biden vs. Trump
| Institut            | Date       |                   |                     | Autre/Indécis |
| Institut            | Date       | Biden (Démocrate) | Trump (Républicain) | Autre/Indécis |
| ------------------- | ---------- | ----------------- | ------------------- | ------------- |
| Institut            | Date       |                   |                     | Autre/Indécis |
| POS                 | 13/04/2023 | 46 %              | 42 %                | 12 %          |
| Franklin & Marshall | 07/04/2023 | 36 %              | 35 %                | 29 %          |
| Susquehanna         | 26/02/2023 | 48 %              | 41 %                | 11 %          |
| Emerson             | 31/10/2022 | 44 %              | 44 %                | 12 %          |
| Rasmussen Reports   | 20/10/2022 | 41 %              | 47 %                | 12 %          |
| Emerson             | 26/09/2022 | 45 %              | 46 %                | 9 %           |
| Emerson             | 23/08/2022 | 42 %              | 47 %                | 11 %          |

### Biden vs. DeSantis
| Institut    | Date       |                   |                        | Autre/Indécis |
| Institut    | Date       | Biden (Démocrate) | DeSantis (Républicain) | Autre/Indécis |
| ----------- | ---------- | ----------------- | ---------------------- | ------------- |
| Institut    | Date       |                   |                        | Autre/Indécis |
| Susquehanna | 08/05/2023 | 48 %              | 39 %                   | 13 %          |
| POS         | 13/04/2023 | 42 %              | 45 %                   | 13 %          |

### Kennedy vs. DeSantis
| Institut    | Date       |                     |                        | Autre/Indécis |
| Institut    | Date       | Kennedy (Démocrate) | DeSantis (Républicain) | Autre/Indécis |
| ----------- | ---------- | ------------------- | ---------------------- | ------------- |
| Institut    | Date       |                     |                        | Autre/Indécis |
| Susquehanna | 08/05/2023 | 42 %                | 38 %                   | 20 %          |

## Rhode Island

### Biden vs. Trump
| Institut | Date       |                   |                     | Autre/Indécis |
| Institut | Date       | Biden (Démocrate) | Trump (Républicain) | Autre/Indécis |
| -------- | ---------- | ----------------- | ------------------- | ------------- |
| Institut | Date       |                   |                     | Autre/Indécis |
| WPRI     | 02/10/2022 | 49 %              | 32 %                | 19 %          |

## Tennessee

### Biden vs. Trump
| Institut              | Date       |                   |                     | Autre/Indécis |
| Institut              | Date       | Biden (Démocrate) | Trump (Républicain) | Autre/Indécis |
| --------------------- | ---------- | ----------------- | ------------------- | ------------- |
| Institut              | Date       |                   |                     | Autre/Indécis |
| Vanderbilt University | 23/04/2023 | 26 %              | 42 %                | 32 %          |

### Biden vs. DeSantis
| Institut              | Date       |                   |                        | Autre/Indécis |
| Institut              | Date       | Biden (Démocrate) | DeSantis (Républicain) | Autre/Indécis |
| --------------------- | ---------- | ----------------- | ---------------------- | ------------- |
| Institut              | Date       |                   |                        | Autre/Indécis |
| Vanderbilt University | 23/04/2023 | 24 %              | 33 %                   | 43 %          |

## Texas

### Biden vs. Trump
| Institut | Date       |                   |                     | Autre/Indécis |
| Institut | Date       | Biden (Démocrate) | Trump (Républicain) | Autre/Indécis |
| -------- | ---------- | ----------------- | ------------------- | ------------- |
| Institut | Date       |                   |                     | Autre/Indécis |
| Emerson  | 19/10/2022 | 40 %              | 47 %                | 13 %          |
| Emerson  | 22/09/2022 | 40 %              | 49 %                | 11 %          |

## Utah

### Biden vs. Trump
| Institut | Date       |                   |                     | Autre/Indécis |
| Institut | Date       | Biden (Démocrate) | Trump (Républicain) | Autre/Indécis |
| -------- | ---------- | ----------------- | ------------------- | ------------- |
| Institut | Date       |                   |                     | Autre/Indécis |
| Emerson  | 28/10/2022 | 34 %              | 47 %                | 19 %          |

## Virginie

### Biden vs. Trump
| Institut        | Date       |                   |                     | Autre/Indécis |
| Institut        | Date       | Biden (Démocrate) | Trump (Républicain) | Autre/Indécis |
| --------------- | ---------- | ----------------- | ------------------- | ------------- |
| Institut        | Date       |                   |                     | Autre/Indécis |
| Roanoke College | 23/05/2023 | 54 %              | 38 %                | 8 %           |
| Roanoke College | 21/02/2023 | 47 %              | 46 %                | 7 %           |

### Biden vs. DeSantis
| Institut        | Date       |                   |                        | Autre/Indécis |
| Institut        | Date       | Biden (Démocrate) | DeSantis (Républicain) | Autre/Indécis |
| --------------- | ---------- | ----------------- | ---------------------- | ------------- |
| Institut        | Date       |                   |                        | Autre/Indécis |
| Roanoke College | 21/02/2023 | 43 %              | 48 %                   | 9 %           |

### Biden vs. Youngkin
| Institut        | Date       |                   |                        | Autre/Indécis |
| Institut        | Date       | Biden (Démocrate) | Youngkin (Républicain) | Autre/Indécis |
| --------------- | ---------- | ----------------- | ---------------------- | ------------- |
| Institut        | Date       |                   |                        | Autre/Indécis |
| Roanoke College | 21/02/2023 | 39 %              | 55 %                   | 6 %           |

## Washington

### Biden vs. Trump
| Institut | Date       |                   |                     | Autre/Indécis |
| Institut | Date       | Biden (Démocrate) | Trump (Républicain) | Autre/Indécis |
| -------- | ---------- | ----------------- | ------------------- | ------------- |
| Institut | Date       |                   |                     | Autre/Indécis |
| Emerson  | 01/10/2022 | 49 %              | 39 %                | 12 %          |

## Wisconsin

### Biden vs. Trump
| Institut | Date       |                   |                     | Autre/Indécis |
| Institut | Date       | Biden (Démocrate) | Trump (Républicain) | Autre/Indécis |
| -------- | ---------- | ----------------- | ------------------- | ------------- |
| Institut | Date       |                   |                     | Autre/Indécis |
| Emerson  | 29/10/2022 | 44 %              | 43 %                | 13 %          |
| Emerson  | 18/09/2022 | 45 %              | 44 %                | 11 %          |